# Fetu'u Vainikolo

a Compétitions nationales et continentales officielles uniquement.

b Matchs officiels uniquement.
Dernière mise à jour le 25 février 2022.
Fetu'u Vainikolo, né le 30 janvier 1985 à Tongatapu (Tonga), est un joueur de rugby à XV international tongien évoluant au poste d'ailier. Il mesure 1,82 m pour 95 kg.

## Carrière

### En club
Fetu'u Vainikolo est né aux Tonga et a emménagé en Nouvelle-Zélande en 1997, alors qu'il est âgé de 12 ans.   
Il fait ses débuts professionnels en 2007 avec la province de Northland en NPC (championnat des provinces néo-zélandaises). Il dispute alors neuf matchs et inscrit cinq essais, une performance qu'il réitérera la saison suivante. Ses bonnes performances lui permettent de signer un contrat avec les Highlanders pour jouer en Super 14 en 2008. Il y réalise de bons matchs et gagne une place de titulaire sur l'aile gauche.
En 2009, Il rejoint la province d'Otago. Il n'a alors pas le même succès que précédemment : il manque l'essentiel de la saison 2009 à la suite d'une blessure et il connait en 2010 une grande méforme.
En 2011, il quitte la Nouvelle-Zélande pour l'Irlande en signant pour deux saisons avec le club du Connacht en ligue celtique. 
Il rejoint en 2013 l'Aviva Premiership et le club d'Exeter, où il restera deux saisons.
En 2015, il signe un contrat de deux saisons avec Oyonnax qui évolue en Top 14. En 2017, il quitte l'US Oyonnax pour rejoindre le Valence Romans Drôme rugby qui joue dans la poule Élite de Fédérale 1.
En 2018, il est annoncé qu'il rejoint l'équipe américaine des Utah Warriors pour la saison inaugurale de Major League Rugby débutant au mois d'avril. Il joue jusqu'en 2020 avec cette équipe,.

### En équipe nationale
Il obtient sa première cape internationale avec l'équipe des Tonga le 13 août 2011 à l’occasion d’un match contre l'équipe des Fidji à Lautoka.
Il participe à la Coupe du monde 2011 en Nouvelle-Zélande, où il dispute deux matchs pour un essai inscrit.
Il fait également partie du groupe tongien sélectionné pour participer à la Coupe du monde 2015 en Angleterre. À cette occasion, il devient grâce à un essai inscrit contre la Géorgie, le meilleur marqueur de l'histoire de l'équipe des Tonga, dépassant ainsi le record de Josh Taumalolo.

## Palmarès

### En club
- Vainqueur de la coupe anglo-galloise en 2013
- Champion de France de Pro D2 en 2017

### En équipe nationale
- Participations à la Coupe du monde en 2011 et la 2015.